# 里弗頓鎮區 (愛荷華州克萊縣)
里弗頓鎮區（英語：Riverton Township）是位於美國愛荷華州克萊縣的一個行政鎮區。

## 地方資料
根據2010年美國人口普查的數據，里弗頓鎮區的面積為80.31平方千米，當中陸地面積為80.10平方千米，而水域面積為0.21平方千米。當地共有人口321人，而人口密度為每平方千米4人。